# Recaída
En las ciencias de la salud, una recaída es aquella situación en la que un paciente se ve aquejado nuevamente por la enfermedad de la que estaba convaleciente. Puede tratarse de una afección física (un tumor canceroso), de un padecimiento psicológico (depresión, trastorno bipolar) o bien de la adicción a una sustancia (alcoholismo).
Este concepto es distinto al de recidiva, que consiste en la reaparición de una enfermedad tras la convalecencia y recuperación de la misma.